# Zvezdana Majhen
Zvezdana Majhen , slovenska mladinska pesnica, vzgojiteljica in psihologinja, * 9. december 1950, Ljubljana.

## Življenje
Zvezdana Majhen je od svojega otroštvo preživela pri rejniški družini v Imovici v Breški hiši, ki ima spomeniško zaščiten kmečki dvorec. Po poklicu je vzgojiteljica in psihologinja. Živi in dela v Ljubljani kot samostojna ustvarjalka na področju kulture.
Redno objavlja poezijo in prozo v mladinskem revialnem tisku in v literarnih revijah poezijo za odrasle. Več kot sto njenih pesmi za otroke in odrasle je uglasbenih in izdanih na CD-ploščah. Za revijo Moj malček - že več let piše strokovne prispevke s področja razvojne psihologije.

## Nagrade
- nagrada za najlepšo knjigo v kategoriji Književnost, za knjigo Složitje - 23. slovenski knjižni sejem v Ljubljani.